# Cantón de Sancoins
El cantón de Sancoins era una división administrativa francesa, que estaba situada en el departamento de Cher y la región de Centro-Valle de Loira.

## Composición
El cantón estaba formado por once comunas:
- Augy-sur-Aubois
- Chaumont
- Givardon
- Grossouvre
- Mornay-sur-Allier
- Neuilly-en-Dun
- Neuvy-le-Barrois
- Sagonne
- Saint-Aignan-des-Noyers
- Sancoins
- Vereaux

## Supresión del cantón de Sancoins
En aplicación del Decreto nº 2014-206 de 21 de febrero de 2014, el cantón de Sancoins fue suprimido el 22 de marzo de 2015 y sus 11 comunas pasaron a formar parte del nuevo cantón de Dun-sur-Auron.